# پاریتاپرویر
پاریتاپرویر (انگلیسی: Paritaprevir) (که پیش‌تر با نام ABT-450 شناخته می‌شد) یک مهارکننده آسیل سولفونامید پروتئاز سرین NS3-4A است که توسط آزمایشگاه‌های آبوت تولید می‌شود و نتایج امیدوارکننده‌ای را به عنوان درمان هپاتیت ث نشان می‌دهد. هنگامی که همراه با ریتوناویر به مدت ۱ هفته و ریباویرین تجویز می‌شود. پاسخ ویروسی پایدار در ۲۴ هفته پس از درمان برای مبتلایان به ژنوتیپ ۱ ویروس هپاتیت ث ۹۵ درصد برآورد شده‌است. مقاومت در برابر درمان با پاریتاپرویر غیر معمول است، زیرا محل اتصال را هدف قرار می‌دهد، اما دیده شده‌است که به دلیل جهش در موقعیت‌ها ایجاد می‌شود. ۱۵۵ و ۱۶۸ در NS3.